# Кубок Уэбба Эллиса
Ку́бок Уэ́бба Э́ллиса (англ. Webb Ellis Cup) — главный приз, вручаемый команде, победившей на чемпионате мира по регби. Самый престижный трофей в регби. Назван в честь Уильяма Уэбба Эллиса, традиционно считающегося основателем этого вида спорта. Основан в 1987 году специально для первого чемпионата мира по регби. Представляет собой серебряную чашу, покрытую позолотой. Текущим обладателем Кубка Уэбба Эллиса является сборная ЮАР, в 2023 году выигравшая чемпионат в четвёртый раз.

## История
В 1985 году Международным советом регби было принято решение о проведении в 1987 году первого чемпионата мира. В связи с этим встал вопрос о кубке, который будет вручаться победителю. В 1986 году председатель оргкомитета по проведению чемпионата мира Джон Кендалл-Карпентер и секретарь Международного совета регби Боб Вейхилл посетили лондонскую ювелирную фирму Garrard’s. Их выбор пал на серебряную чашу, покрытую тонким слоем позолоты. Этот изготовленный в 1906 году кубок был копией чаши известного ювелира Поля де Ламери, сделанной в 1740 году. В феврале 1987 года Международный союз регби утвердил кубок в качестве главного приза чемпионата мира и дал ему имя Уильяма Уэбба Эллиса, по легенде, основателя игры. Кроме того, была изготовлена точная копия кубка, предназначенная для использования в официальных мероприятиях Международного совета регби наравне с оригиналом.
Первым обладателем трофея стала сборная Новой Зеландии. Всего обладателями Кубка Уэбба Эллиса становились национальные сборные следующих государств:
- 1987 —  Новая Зеландия
- 1991 —  Австралия
- 1995 —  ЮАР
- 1999 —  Австралия
- 2003 —  Англия
- 2007 —  ЮАР
- 2011 —  Новая Зеландия
- 2015 —  Новая Зеландия
- 2019 —  ЮАР
- 2023 —  ЮАР

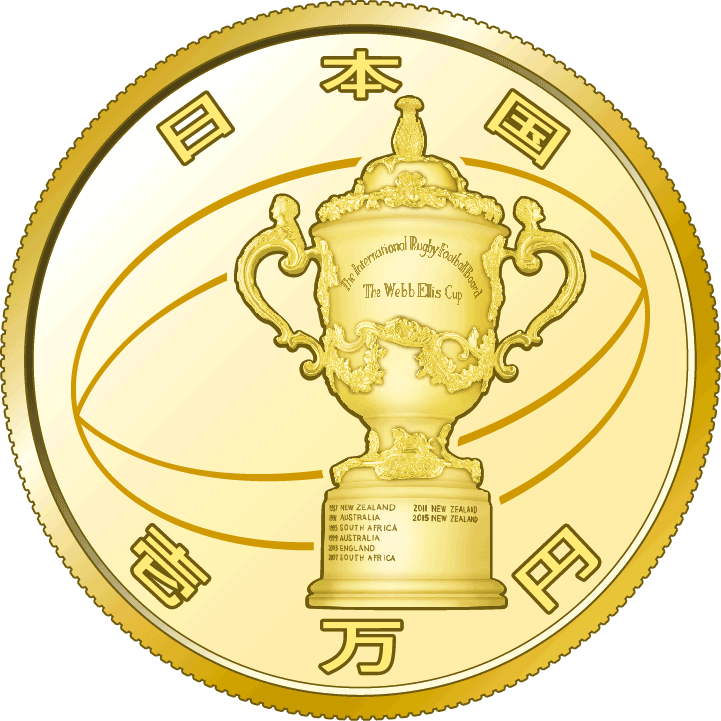
Золотая монета номиналом в 10.000 японских иен с изображением Кубка Уэбба Эллиса.

В 2011 году в преддверии стартовавшего в Новой Зеландии VII чемпионата мира по регби национальным банком страны была выпущена памятная серебряная монета номиналом в один доллар, на реверсе которой был изображён Кубок Уэбба Эллиса.
В 2019 году Банком Японии в преддверии стартовавшего в Японии IX чемпионата мира по регби была выпущена памятная золотая монета номиналом в 10.000 йен.

## Описание
Кубок Уэбба Эллиса представляет собой чашу, изготовленную из серебра и покрытую позолотой. Высота кубка — 38 сантиметров, вес — 4,5 килограммов. По бокам чаши имеются фигурные ручки, одна из которых украшена головой сатира, а другая — головой нимфы. Кубок увенчан съёмной крышкой. Чаша украшена виноградными лозами, а также бородатым лицом и мордой льва. На одном боку кубка выгравировано The International Rugby Football Board (с англ. — «Международный совет регби»), а чуть ниже — The Webb Ellis Cup. На присоединяемой к низу кубка подставке выгравированы все команды, выигрывавшие трофей.